# جون سيمبسون (صحفي)
جون سيمبسون (بالإنجليزية: John Simpson) هو صحفي أمريكي، ولد في 7 يناير 1948 في ماديسون في الولايات المتحدة.